# Plenas
Plenas è un comune spagnolo di 159 abitanti situato nella comunità autonoma dell'Aragona.